# Afrotyphlops schmidti
Espèce
Synonymes
- Typhlops schmidti Laurent, 1956
- Rhinotyphlops schmidti (Laurent, 1956)
- Typhlops schmidti wilsoni Laurent, 1968
- Rhinotyphlops schmidti laurenti Wallach, 2003

Afrotyphlops schmidti est une espèce de serpents de la famille des Typhlopidae. 

## Répartition
Cette espèce se rencontre dans le centre et l'Est de la République démocratique du Congo, en Tanzanie et en Zambie.

## Liste des sous-espèces
Selon The Reptile Database (20 avril 2014) :
- Afrotyphlops schmidti schmidti (Laurent, 1956)
- Afrotyphlops schmidti laurenti (Wallach, 2003)

## Étymologie
Cette espèce est nommée en l'honneur de Karl Patterson Schmidt. La sous-espèce Afrotyphlops schmidti laurenti est nommée en l'honneur de Raymond Ferdinand Laurent.

## Publication originale
- Laurent, 1956 : Contribution à l'herpetologie de la région des Grandes Lacs de l'Afrique centrale. Annales du Musée royal de Congo belge (Sciences Zoologiques), vol. 48, p. 1-390.
- Wallach, 2003 : Scolecophidia miscellanea. Hamadryad, vol. 27, no 2, p. 222-240 (texte intégral).